# Giáp cốt
Giáp cốt (tiếng Trung: 甲骨; bính âm: jiǎgǔ) hay xương bói toán/ tiên tri là những mẩu xương vai rùa và mai rùa, được sử dụng để bói toán bằng lửa pyromancy (hỏa bốc) - một hình thức bói toán ở Trung Quốc cổ đại, chủ yếu là vào cuối nhà Thương. Scapulimancy (cốt bốc) là thuật ngữ chính xác nếu xương vai bò đực được sử dụng để bói toán, nếu sử dụng mai rùa thì dùng plastromancy (giáp bốc).
Các chiêm tinh gia/ nhà bói toán sẽ gửi câu hỏi cho các vị thần liên quan đến thời tiết trong tương lai, việc gieo trồng mùa màng, vận may của các thành viên trong gia đình hoàng gia, nỗ lực của quân đội và các chủ đề tương tự khác. Những câu hỏi này được khắc lên xương hoặc vỏ trong giáp cốt văn bằng cách sử dụng một công cụ sắc bén. Sau đó, tác dụng nhiệt mạnh mẽ bằng một thanh kim loại cho đến khi xương hoặc vỏ bị nứt do giãn nở nhiệt. Sau đó, nhà bói toán sẽ giải thích hình mẫu (pattern) của các vết nứt và viết tiên lượng trên mảnh ghép. Việc bói toán bằng lửa với xương tiếp tục ở Trung Quốc vào triều đại nhà Chu, nhưng các câu hỏi và tiên lượng ngày càng được viết bằng bút lông và mực chu sa, vốn bị suy thoái theo thời gian.
Giáp cốt là kho văn bản có ý nghĩa sớm nhất được biết đến của chữ viết cổ đại của Trung Quốc, sử dụng một dạng chữ Hán ban đầu. Các chữ khắc chứa khoảng 5.000 ký tự khác nhau, mặc dù chỉ có khoảng 1.200 ký tự trong số đó được xác định một cách chắc chắn. Chúng cung cấp thông tin quan trọng về cuối thời nhà Thương, và các học giả đã tái tạo lại phả hệ hoàng gia nhà Thương từ chu kỳ tế lễ của tổ tiên mà họ ghi lại. Khi chúng được phát hiện vào cuối thế kỷ 19 và được giải mã vào đầu thế kỷ 20, những ghi chép này đã xác nhận sự tồn tại của nhà Thương, điều mà một số học giả cho đến lúc đó vẫn nghi ngờ.